# Full Blown Chaos
Full Blown Chaos ist eine US-amerikanische Metalcore-Band aus New York City, die im Jahr 1997 gegründet wurde.

## Bandgeschichte
Die Band wurde im Jahr 1997 in Queens gegründet und bestand aus dem Gitarristen Mike Facci, dem Schlagzeuger Jeff Facci, dem Bassisten Ed Conroy und dem Sänger Chris Morgan. Morgan wurde durch Joe White ersetzt, der kurz darauf durch Ray Mazzolla ersetzt wurde. Danach folgten Auftritte zusammen mit Sworn Enemy, Figure Four, Hatebreed, All Out War und Death Threat. Im Jahr 2001 erschien bei Jailhouse Records, dem Label des Bassisten Conroy, eine erste selbstbetitelte EP. Als Vorgruppe für Sepultura und Voivod durch Nordamerika im April 2003 konnte die Band ihre Bekanntheit steigern. Im Februar 2004 ging es zusammen mit Six Feet Under auf Tour. Danach erschien die EP Prophet of Hostility, die in den Sound Investment Studios in Scranton, Pennsylvania, aufgenommen worden war. Dieser folgte bereits kurze Zeit später das Debütalbum Wake the Demons. Das Album erschien, wie bereits die EP zuvor bei Stillborn Records, dem Label des Hatebreed-Sängers Jamey Jasta. Danach ging es im September und Oktober auf US-Tournee zusammen mit Shadows Fall, Candiria und All That Remains. Vom 6. bis 22. Dezember ging es dann auf Tour durch Nordamerika, zusammen mit Hatebreed, Terror und No Warning.
Das Jahr 2005 spielte die Band fast 300 Auftritte. Als Bassist war mittlerweile Mike „Lurk“ Ruehle in der Band tätig. Das Jahr begann die Band mit einer Tour durch die USA zusammen mit Bury Your Dead, Freemonitions of War und Walls of Jericho im Januar und Februar. Im April und Mai folgten weitere US-Auftritte zusammen mit God Forbid, Caliban und It Dies Today. Im Sommer spielte die Gruppe in den USA zusammen mit Sown Enemy, Scars of Tomorrow, Winter Solstice und Agents of Man. Erneute Konzerte mit God Forbid hielt die Gruppe im Juli ab, wobei sie auch zusammen mit Himsa auftrat. Im November führte die Gruppe die Hatebreed Tour 10 Years of Brutality an, an der auch Most Precious, Gizmachi, If Hope Dies und Manntis. Im Dezember ging es für die Band nach Europa, wo sie zusammen mit Agnostic Front, Hatebreed, Napalm Death, Born from Pain und The Red Chord spielten. Dabei spielte auch in Hamburg, zusammen mit Born from Pain, Agnostic Front, Napalm Death, The Bones, The Red Chord und Bleed the Sky. 2005 spielte die Band zudem auch zusammen mit Bands wie Slipknot, Superjoint Ritual und Chimaira. Im Februar 2006 nahm die Gruppe mit dem Produzenten Erich Rachel in den Trax East Studios in New Jersey das Album Within the Grasp of Titans auf, das noch im selben Jahr erschien. Nach Auftritte in den USA im April und Mai zusammen mit The Classic Struggle und Exodus, nahm die Band am Ozzfest teil. Im September und Oktober ging es zusammen mit God Forbid, Maroon, Heaven Shall Burn, Cataract, Purified in Blood und A Perfect Murder auf Tour durch Europa. Im November folgte eine weitere Europatournee, an der auch Unearth und Hatebreed teilnahmen. Die Tour umfasste Auftritte in Deutschland, Dänemark, den Niederlanden, Italien, Frankreich, der Schweiz, Österreich, Großbritannien und Belgien. Im April und Mai 2007 folgten weitere Europakonzerte zusammen mit No Turning Back und Terror, mit Auftritten in den Niederlanden, Frankreich, Spanien, Deutschland, Italien, Polen, Norwegen, Belgien und Großbritannien. Anfang September 2007 folgte das nächste Album Heavy Lies the Crown, ehe es zusammen mit Obituary und Alabama Thunderpussy auf US-Tournee ging. 2008 nahm die Band am New England Metal and Hardcore Festival teil. Die Gruppe hatte bereits in den Jahren 2003, 2004, 2005 und 2006 auf diesem Festival gespielt. 2011 erschien über Ironclad Recordings das nächste, selbstbetitelte Album.

## Stil
Laut Matthias Weckmann vom Metal Hammer unterscheidet sich Within the Grasp of Titans deutlich vom Vorgänger, der noch eine Mischung aus Thrash-Metal-Riffs der Marke Pantera und Slayer mit Hardcore Punk aufgewiesen habe. Die Band wirke zwar immer noch energiereich, aber schon fast überambitioniert, da man dem Hörer keine Zeit zum Luftholen lasse. In seiner Rezension zu Heavy Lies the Crown gab Jan Fleckhaus vom Metal Hammer an, dass die Band auf dem Album ihren Stil von den Vorgängern fortsetzt und metallischen New York Hardcore spielt. Auf dem Album gebe es wie gewohnt „Maschinengewehr-Riffs, groovende Mosher, zahlreiche Breakdowns“. Zudem sei ein Thrash-Metal-Einfluss gut herauszuhören.
In seiner Rezension zu Within the Grasp of Titans gab Tobias Ernst vom Ox-Fanzine an, dass die Band klanglich und stimmlich sehr stark Hatebreed ähnelt. Ernst schrieb in seiner Rezension zum Folgealbum Heavy Lies the Crown, dass sich seit seiner letzten Rezension viel verändert hat. Die Lieder seien nun weniger einfach; er sei nun vor allem fasziniert durch die Struktur der Songs. Zudem sei der Metal-Anteil in den Liedern nun sehr viel höher, was man an dem Schlagzeug und der Verwendung von Gitarrensoli bemerken könne. Der Titel des zum Albumtitel gleichlautenden Liedes gehe auf den Ausdruck eines Fans, den dieser im Gespräch mit Ray Mazzola verwendet habe, zurück, wodurch sie Mazzola so beeindruckt gefühlt habe, dass er diesen Ausdruck in seine Musik einfließen lassen habe.

## Diskografie
- 2001: Full Blown Chaos (EP, Jailhouse Records)
- 2004: Prophet of Hostility (EP, Stillborn Records)
- 2004: Wake the Demons (Album, Stillborn Records)
- 2006: Within the Grasp of Titans (Album, Stillborn Records)
- 2007: Heavy Lies the Crown (Album, Ferret Music)
- 2011: Full Blown Chaos (Album, Ironclad Recordings)